# Adejeania anduzei
Adejeania anduzei är en tvåvingeart som beskrevs av Charles Howard Curran 1947. Adejeania anduzei ingår i släktet Adejeania och familjen parasitflugor.
Artens utbredningsområde är Venezuela. Inga underarter finns listade i Catalogue of Life.